# Jekatierina Głazyrina
Jekatierina Iwanowna Głazyrina (rus. Екатерина Ивановна Глазырина; ur. 22 kwietnia 1987 w Czajkowskim) – rosyjska biathlonistka, brązowa medalistka mistrzostw Europy w biathlonie w 2010 w Otepää, w sztafecie. Zajęła drugie miejsce w biegu sprinterskim podczas zawodów Puchar IBU w biathlonie w Pokljuce w sezonie 2009/2010.
Głazyrina znalazła się w składzie kadry narodowej Rosji na sezon 2010/2011.

## Osiągnięcia

### Zimowe igrzyska olimpijskie
| Rok  | Miejscowość | Konkurencje | Konkurencje | Konkurencje | Konkurencje | Konkurencje | Konkurencje | Konkurencje |
| Rok  | Miejscowość | IN          | SP          | PU          | MS          | RL          | MR          | SR          |
| ---- | ----------- | ----------- | ----------- | ----------- | ----------- | ----------- | ----------- | ----------- |
| 2014 | Soczi       | 61.         | –           | –           | –           | –           | –           | –           |

### Mistrzostwa świata
| Rok  | Miejscowość          | Konkurencje | Konkurencje | Konkurencje | Konkurencje | Konkurencje | Konkurencje | Konkurencje |
| Rok  | Miejscowość          | IN          | SP          | PU          | MS          | RL          | MR          | SR          |
| ---- | -------------------- | ----------- | ----------- | ----------- | ----------- | ----------- | ----------- | ----------- |
| 2013 | Nové Město na Moravě | 7.          | 27.         | 5.          | 21.         | 4.          | –           | –           |
| 2015 | Kontiolahti          | –           | 26.         | 21.         | 13.         | 4.          | –           | –           |

### Puchar Świata

#### Miejsca w klasyfikacji generalnej
| Sezon     | Miejsce           |
| --------- | ----------------- |
| 2010/2011 | 43.               |
| 2011/2012 | 37.               |
| 2012/2013 | 22.               |
| 2013/2014 | 83.               |
| 2014/2015 | dsq               |
| 2015/2016 | nie brała udziału |
| 2016/2017 | dsq               |

#### Miejsca na podium chronologicznie
| Lp. | Dzień        | Rok  | Miejscowość | Konkurencja                | Lokata | Pudła   | Czas biegu  | Strata       | Zwycięzca   |
| --- | ------------ | ---- | ----------- | -------------------------- | ------ | ------- | ----------- | ------------ | ----------- |
| 1.  | 29 listopada | 2012 | Östersund   | Bieg indywidualny na 15 km | 3.     | 0+0+0+0 | 46;43,7 min | + 2:10.2 min | Tora Berger |

### Mistrzostwa Europy
| 2007 Bansko (Bułgaria)   | 15. miejsce (IN)                                                     |
| 2008 Nove Mesto (Czechy) | 12. miejsce (IN), 5. miejsce (SP), 5. miejsce (PU)                   |
| 2010 Otepää (Estonia)    | 5. miejsce (IN), 16. miejsce (SP), 10. miejsce (PU), 3. miejsce (RL) |
| 2011 Ridnaun (Włochy)    | 3. miejsce (IN), 5. miejsce (SP), 5. miejsce (PU), 4. miejsce (RL)   |

### Puchar IBU

#### Miejsca w klasyfikacji generalnej
| Sezon     | Miejsce |
| --------- | ------- |
| 2009/2010 | 31      |
| 2010/2011 | 15      |

#### Miejsca na podium chronologicznie
| Lp. | Dzień      | Rok  | Miejscowość          | Konkurencja                | Lokata | Pudła   | Czas biegu  | Strata  | Zwycięzca            |
| --- | ---------- | ---- | -------------------- | -------------------------- | ------ | ------- | ----------- | ------- | -------------------- |
| 1.  | 12 marca   | 2010 | Pokljuka             | Sprint na 7,5 km           | 2.     | 0+1     | 23:04.1 min | +29.5 s | Sabrina Buchholz     |
| 2.  | 9 stycznia | 2011 | Nové Město na Moravě | Sprint na 7,5 km           | 3.     | 1+1     | 23:25.7 min | +21.5 s | Juliane Döll         |
| 3.  | 10 grudnia | 2011 | Ridnaun              | Bieg indywidualny na 15 km | 3.     | 1+0+0+0 | 49:05.3 min | +56.9 s | Anastasija Zagorujko |
| 4.  | 16 grudnia | 2011 | Obertilliach         | Sprint na 7,5 km           | 1.     | 0+0     | 22:30.8 min | –       | –                    |